# Sarah Shahi

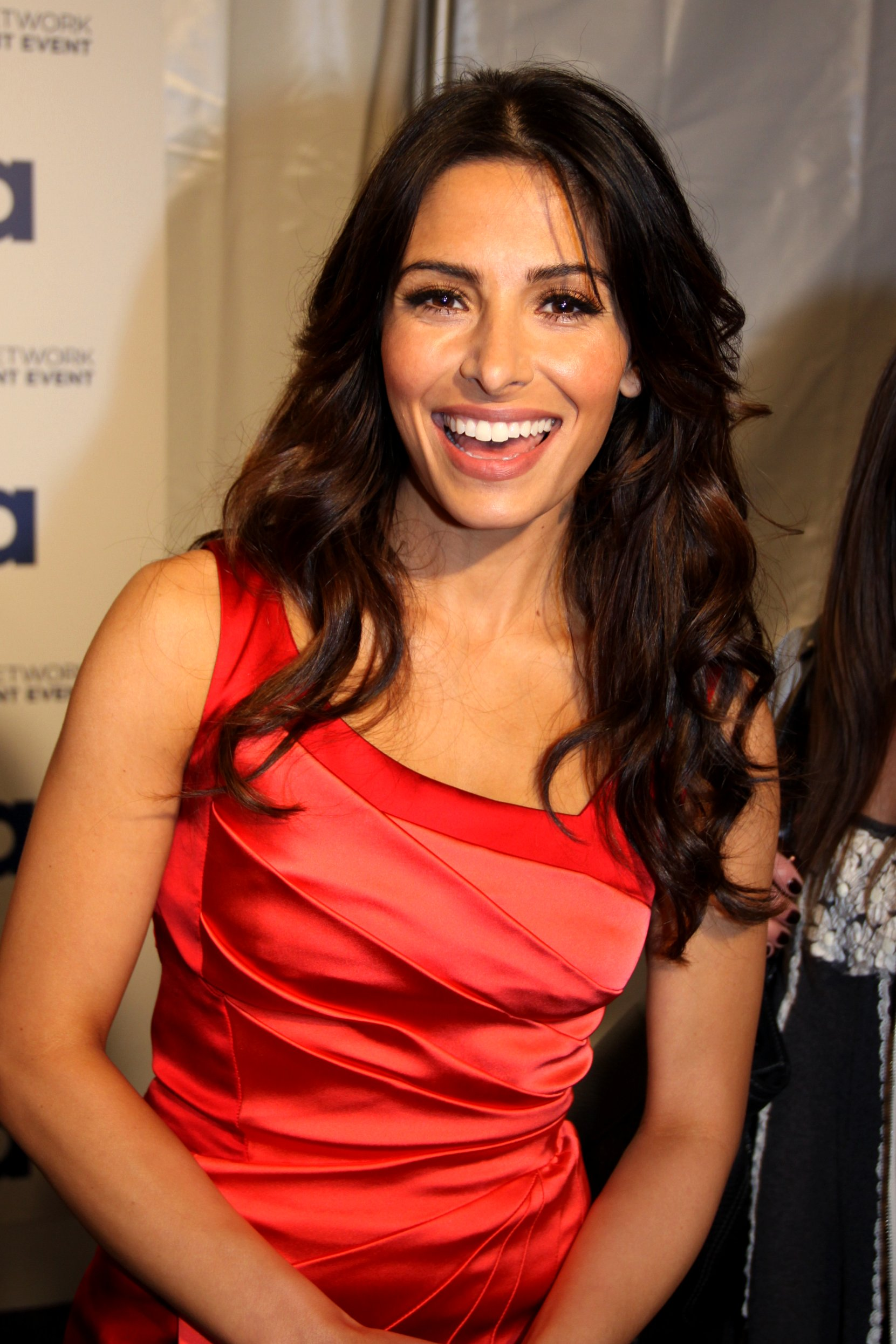
Sarah Shahi (2011)

Sarah Shahi (* 10. Januar 1980 in Euless, Texas als Aahoo Jahansouz Shahi, persisch آهو جهانسوزشاهی) ist eine US-amerikanische Schauspielerin, bekannt durch ihre Serienrollen in The L Word – Wenn Frauen Frauen lieben, Life und Person of Interest.

## Leben
Ihr Vater Abbas Shahi stammt aus Iran, ihre Mutter Mahmonir Soroushazar ist Spanierin. 1993 ließen sich ihre Eltern scheiden. Shahi spricht neben Englisch auch Persisch. Sie hat einen älteren Bruder und eine jüngere Schwester. Von 1999 bis 2000 tanzte Shahi bei den Dallas Cowboys Cheerleaders (DCC) und war auf dem Cover des DCC-Kalenders für das Jahr 2000 zu sehen. Anschließend studierte sie an der Southern Methodist University in Dallas Englisch und Opernwissenschaften. 2005 wählte sie das Männermagazin Maxim auf Platz 90 der 100 heißesten Frauen; 2006 erreichte sie hier den 66. Platz.
Sie war mit dem Schauspieler Steve Howey verheiratet, den sie 2004 bei Dreharbeiten zur US-Sitcom Reba kennengelernt hatte. Das Paar trennte sich 2020 und wurde im folgenden Jahr geschieden. 2009 hatte sie ihr erstes gemeinsames Kind zur Welt gebracht; 2015 war das Paar Eltern von Zwillingen geworden.
2020 hatte sie während der Dreharbeiten zur Netflix-Serie Sex/Life den australischen Schauspieler Adam Demos kennengelernt. Die beiden sind seither ein Paar.

## Karriere
Während sie am Set von Dr. T and the Women arbeitete, traf sie 2000 Regisseur Robert Altman, der sie ermutigte, nach Los Angeles zu gehen und Schauspielerin zu werden. Dort bekam sie einige Rollen in Fernsehserien wie Alias – Die Agentin, Dawson’s Creek, Emergency Room – Die Notaufnahme und Supernatural. Ihren Durchbruch hatte sie mit The L Word – Wenn Frauen Frauen lieben, wo sie ab der zweiten Staffel an der Seite von Schauspielerinnen wie Jennifer Beals, Katherine Moennig und Pam Grier die Latina Carmen de la Pica Morales spielte. Ab 2007 war sie als Detective Dani Reese neben Damian Lewis in der NBC-Krimiserie Life in der zweiten Hauptrolle zu sehen. Neben weiteren Gastrollen in Sleeper Cell, Damages – Im Netz der Macht, Die Sopranos und Psych hatte sie in der Filmkomödie Der ganz normale Wahnsinn – Working Mum eine Hauptrolle inne. Für die von USA Network ausgestrahlten Serie Fairly Legal stand sie zwei Staffeln lang als Hauptfigur Kate Reed vor der Kamera.
Ab Oktober 2012 übernahm sie in Chicago Fire eine Nebenrolle als Renée Royce, der Freundin von Kelly Severide (gespielt von Taylor Kinney). Von 2013 bis 2016 spielte sie eine Nebenrolle als Sameen Shaw in der CBS-Serie Person of Interest, die mit dem Beginn der dritten Staffel (2014) zu einer Hauptrolle ausgebaut wurde. In The Rookie spielte sie eine ehemalige FBI-Agentin und die Freundin von Nathan Fillions Figur. 2022 hatte sie eine Hauptrolle im Blockbuster Black Adam.

## Filmografie (Auswahl)
- 2000: Dr. T and the Women
- 2000: Chaos City (Spin City, Folge 5x05)
- 2000: City Guys (Folge 4x14)
- 2000: Highway to Hell – 18 Räder aus Stahl (18 Wheels of Justice, Folge 1x04)
- 2001: Extreme Honor
- 2001: Off Centre (Folge 1x06)
- 2001: Boston Public (Folge 1x11)
- 2001: Meine Familie – Echt peinlich (Maybe It's Me, Folge 1x08)
- 2001–2002: Alias – Die Agentin (Alias, 7 Folgen)
- 2002: Monkey Love
- 2003: Frasier
- 2003: Dawson’s Creek (3 Folgen)
- 2003: Emergency Room – Die Notaufnahme (ER, Folge 10x06)
- 2003: Old School – Wir lassen absolut nichts anbrennen (Old School)
- 2004, 2007: Reba (2 Folgen)
- 2005–2006, 2009: The L Word – Wenn Frauen Frauen lieben (The L Word, 26 Folgen)
- 2005: Supernatural (Folge 1x01)
- 2006: Sleeper Cell (2 Folgen)
- 2006: Teachers (6 Folgen)
- 2006: The Dog Problem
- 2007–2009: Life (32 Folgen)
- 2007: American East
- 2007: Die Sopranos (The Sopranos, Folge 6x18)
- 2007: Rush Hour 3
- 2009: Crossing Over
- 2010: Psych (Folge 4x11)
- 2011–2012: Fairly Legal (23 Folgen)
- 2011: Der ganz normale Wahnsinn – Working Mum (I Don’t Know How She Does It)
- 2011: The Trouble with Bliss
- 2012: Shootout – Keine Gnade (Bullet to the Head)
- 2012–2013, 2018: Chicago Fire (10 Folgen)
- 2012: Static – Bewegungslos (Static)
- 2013–2016: Person of Interest (49 Folgen)
- 2014: Vendetta Rider – Weg der Rache (Road to Paloma)
- 2015: Divine Access
- 2015: The Adventures of Beatle
- 2015: Ray Donovan (Folge 3x10)
- 2016: Pitch (2 Folgen)
- 2017: Hangman – The Killing Game (Hangman)
- 2018: Halfway There (Fernsehfilm)
- 2018: Reverie (10 Folgen)
- 2019: The Rookie (7 Folgen)
- 2019: City on a Hill (9 Folgen)
- 2019: Dolly Partons Herzensgeschichten (Dolly Parton’s Heartstrings, Fernsehserie, Folge 1x04 Cracker Jack)
- 2020: Language Arts
- 2020: Bad Therapy
- 2021–2023: Sex/Life  (14 Folgen)
- 2022: Black Adam
- 2023: Royal Blue (Red, White & Royal Blue)
- 2025: Paradise (Serie)